# Cryolophosaurus
Cryolophosaurus a fost un dinozaur carnivor din Jurasicul Timpuriu. A fost descoperit în Antarctica de către David Elliot. Acesta a descoperit un schelet incomplet și un craniu de Cryolophosaurus.
Cryolophosaurus trăia în locuri cu climă rece și datorită crestei este numit și Elvisaurus.